# Aeroportul Barisal
Aeroportul Barisal (IATA: BZL, ICAO: VGBR) este un aeroport din Barisal, Barishal District⁠(d), Barisal Division⁠(d), Bangladesh ce deservește zona Barisal. Aeroportul a fost tranzitat în 2018 de 47.000 de pasageri. A fost numit după zona deservită.
Situat la o altitudine de 7 m, aeroportul dispune de o singură pistă. Este operat de Civil Aviation Authority of Bangladesh⁠(d).